# 櫻野美也子
櫻野 美也子（さくらの みやこ、1927年（昭和2年）7月9日 - ）とは元宝塚歌劇団花組娘役で、元花組副組長。静岡県浜松市出身。芸名の由来は母校の名前より。宝塚時代の愛称はコイケちゃん。

## 来歴・人物
1940年に宝塚音楽舞踊学校（現在の宝塚音楽学校）に入学し、1943年に30期生として、宝塚歌劇団に入団。初舞台は『海軍』であった。
1952年?から1953年?まで花組副組長を務める。
1954年に宝塚歌劇団を退団。